# Sasardi
Sasardi is een plaats (lugar poblado) in de gemeente (distrito) Gunayala (provincie Gunayala) in Panama. In 2010 was het inwoneraantal 750. 